# Androstachys
Androstachys là một chi thực vật có hoa trong họ Picrodendraceae.

## Loài
Chi Androstachys gồm các loài: